# ドラッツィ・ブルノ
ドラツィ・ブルノ（SK Draci Brno）は、チェコの野球チームである。チェコ・エクストラリーガに創設年から所属し、リーグ戦では23回、カップ戦（チェコ・ベースボール・カップ）では17回といずれも最多の優勝回数を誇る。2007年より、南モラヴィア州・ブルノ市南部のコマーロフ地区に位置するブルノ市営球場（Městský baseballový stadión）を本拠地としている。チーム名の「ドラツィ」はチェコ語で「竜」を意味する。

## 歴史
1972年、ブルノのスポーツクラブ「スラヴィア・ブルノVŠZ」にソフトボール部門が設立されたのが歴史の始まりである。1973年にはアマチュアのソフトボール大会で優勝し、チェコスロバキア体育連盟（ČSTV）の主催により1974年に新設された野球の全国リーグに招待された。スロバキアとの分離に伴って1993年から新たに開始されたチェコ・エクストラリーガには初年度から参加し、1995年に初優勝を果たして以来、16連覇を達成した。
当初は市内のサッカー場などを拠点としていたが、1992年にはジェチコヴィツェ地区の公園内に野球場が建設され、2006年まで本拠地とした。同年に市内の企業Starez Sportの協力のもとで新たな市営球場が建設され、翌年より本拠地を移転した。
チェコ国内のリーグ戦やカップ戦のみならず、欧州レベルの大会でも成績を残している。2016年には、結果的に1年限りの開催となったユーロリーグベースボールに参加。ドイツのレーゲンスブルク・レギオネーレおよびミュンヘン＝ハール・ディサイプルズとの3球団で実施されたリーグ戦で優勝を果たした。同年には、この年から開始された欧州のクラブチームによるカップ戦の3部にあたるフェデレーションズカップにも参戦し優勝した。翌年は2部にあたるCEBカップに参戦し、ここでも優勝を果たした。以降も出場を続け、2018年は1部にあたる欧州チャンピオンズカップで5位、2019年は本拠地での開催となったCEBカップで2位、2021年はCEBカップから名称が変更されたコンフェデレーションカップで優勝、2022年は欧州チャンピオンズカップで5位に入っている。

## 組織
エクストラリーガに参戦するAチームに加えてBチーム、Cチームが設けられている他、年代別のチーム（U-21、U-18、U-17、U-15、U-13、U-11、U-10、U-9、U-8、U-7、U-6）も設けられている。2019年のチェコ・ベースボール・カップではAチームが準々決勝で敗退した一方、U-21が初優勝を果たした。

## 年度別成績

### 国内リーグ戦・カップ戦
| 年   | チェコ・エクストラリーガ | チェコ・エクストラリーガ | チェコ・エクストラリーガ | チェコ・エクストラリーガ | チェコ・エクストラリーガ | チェコ・エクストラリーガ | チェコ・ベースボール・カップ |
| 年   | レギュラーシーズン       | レギュラーシーズン       | レギュラーシーズン       | レギュラーシーズン       | レギュラーシーズン       | ポストシーズン           | チェコ・ベースボール・カップ |
| 年   | 順位                     | 試合                     | 勝利                     | 敗戦                     | 勝率                     | ポストシーズン           | チェコ・ベースボール・カップ |
| ---- | ------------------------ | ------------------------ | ------------------------ | ------------------------ | ------------------------ | ------------------------ | ---------------------------- |
| 1995 | 優勝                     | 21                       | 16                       | 5                        | .762                     |                          | 優勝（1）                    |
| 1996 | 優勝                     | 27                       | 24                       | 3                        | .889                     |                          | 優勝（2）                    |
| 1997 | 優勝                     | 29                       | 22                       | 7                        | .759                     |                          | 優勝（3）                    |
| 1998 | 優勝                     | 28                       | 25                       | 3                        | .893                     |                          | 優勝（4）                    |
| 1999 | 1位                      | 23                       | 23                       | 0                        | 1.000                    | 優勝（5）                |                              |
| 2000 | 1位                      | 33                       | 25                       | 8                        | .758                     | 優勝（6）                | 優勝（5）                    |
| 2001 | 1位                      | 30                       | 26                       | 4                        | .867                     | 優勝（7）                | 準優勝                       |
| 2002 | 1位                      | 33                       | 29                       | 4                        | .879                     | 優勝（8）                | 優勝（6）                    |
| 2003 | 1位                      | 30                       | 25                       | 5                        | .833                     | 優勝（9）                | 優勝（7）                    |
| 2004 | 1位                      | 29                       | 28                       | 1                        | .966                     | 優勝（10）               |                              |
| 2005 | 1位                      | 35                       | 29                       | 6                        | .829                     | 優勝（11）               | 準優勝                       |
| 2006 | 1位                      | 35                       | 32                       | 3                        | .914                     | 優勝（12）               | 優勝（8）                    |
| 2007 | 1位                      | 28                       | 25                       | 3                        | .893                     | 優勝（13）               | 優勝（9）                    |
| 2008 | 1位                      | 28                       | 24                       | 4                        | .857                     | 優勝（14）               | 優勝（10）                   |
| 2009 | 1位                      | 34                       | 30                       | 4                        | .882                     | 優勝（15）               | 優勝（11）                   |
| 2010 | 1位                      | 28                       | 25                       | 3                        | .893                     | 優勝（16）               | 優勝（12）                   |
| 2011 | 1位                      | 35                       | 28                       | 7                        | .800                     | 準優勝                   | 優勝（13）                   |
| 2012 | 1位                      | 35                       | 25                       | 10                       | .714                     | 優勝（17）               | 優勝（14）                   |
| 2013 | 1位                      | 35                       | 29                       | 6                        | .829                     | 優勝（18）               | 優勝（15）                   |
| 2014 | 1位                      | 35                       | 24                       | 11                       | .686                     | 優勝（19）               |                              |
| 2015 | 1位                      | 35                       | 29                       | 6                        | .829                     | 準優勝                   |                              |
| 2016 | 1位                      | 35                       | 27                       | 8                        | .771                     | 優勝（20）               | 準優勝                       |
| 2017 | 1位                      | 36                       | 31                       | 5                        | .861                     | 優勝（21）               | 優勝（16）                   |
| 2018 | 1位                      | 27                       | 26                       | 1                        | .963                     | 準優勝                   | 優勝（17）                   |
| 2019 | 2位                      | 27                       | 22                       | 5                        | .815                     | 準決勝敗退               |                              |
| 2020 | 2位                      | 18                       | 13                       | 5                        | .722                     | 優勝（22）               |                              |
| 2021 | 2位                      | 27                       | 18                       | 9                        | .667                     | 準優勝                   |                              |
| 2022 | 1位                      | 21                       | 18                       | 3                        | .857                     | 優勝（23）               |                              |

※ 1995年〜1998年はプレーオフが実施されず。括弧内の数字は優勝回数を表す。

### 欧州リーグ戦・カップ戦

#### WBSCヨーロッパ主催カップ戦
- 2016年 - フェデレーションズカップ 優勝
- 2017年 - CEBカップ 優勝
- 2018年 - 欧州チャンピオンズカップ 5位
- 2019年 - CEBカップ 2位
- 2020年 - （新型コロナウイルス感染症の拡大により中止）
- 2021年 - コンフェデレーションカップ 優勝
- 2022年 - 欧州チャンピオンズカップ 5位

#### ユーロリーグベースボール
| ユーロリーグベースボール | ユーロリーグベースボール | ユーロリーグベースボール | ユーロリーグベースボール | ユーロリーグベースボール | ユーロリーグベースボール |
| 年                       | 順位                     | 試合                     | 勝利                     | 敗戦                     | 勝率                     |
| ------------------------ | ------------------------ | ------------------------ | ------------------------ | ------------------------ | ------------------------ |
| 2016                     | 優勝                     | 8                        | 6                        | 2                        | .750                     |